# Soumeylou Boubèye Maïga

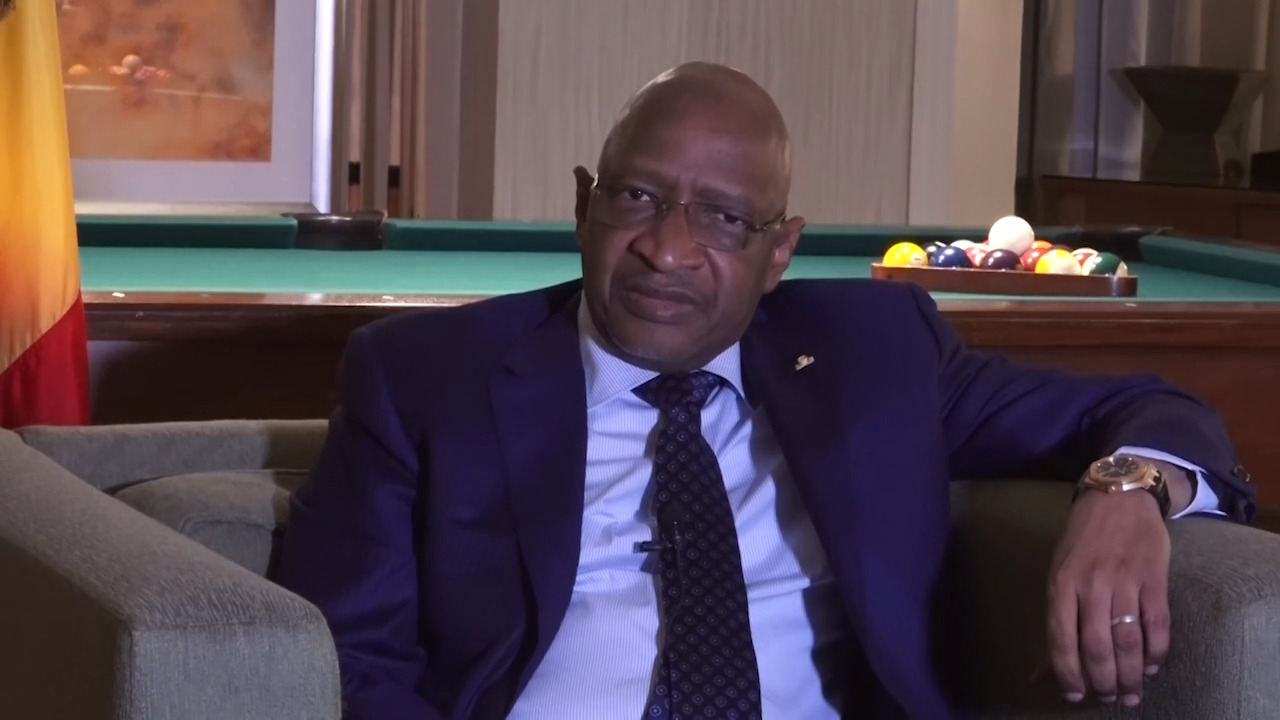
Soumeylou Boubèye Maïga, 2019

Soumeylou Boubèye Maïga (* 8. Juni 1954 in Gao; † 21. März 2022 in Bamako) war ein malischer Politiker der Alliance pour la Solidarité au Mali–Convergence des forces patriotiques (ASMA-CFP). Von 2017 bis 2019 war er Premierminister des Landes.

## Leben
Maiga studierte an der Universität Paris-Süd. Vom 5. April 2011 bis 21. März 2012 war Maiga Außenminister von Mali. Während des Putsch in Mali 2012 begann er einen Hungerstreik mit verschiedenen anderen vorherigen Ministern in Mali. Als Nachfolger von Abdoulaye Idrissa Maïga war er ab Dezember 2017 Premierminister von Mali. Am 18. April 2019 trat er zusammen mit seinem Kabinett zurück. Zuvor hatte es nach einem am 23. März 2019 in der Region Mopti durch Milizionäre verübten Massaker an rund 160 Hirten der Fulani Demonstrationen gegen die Regierung gegeben. Zu seinem Nachfolger wurde am 22. April 2019 Boubou Cissé ernannt.